# Johan Wiklander
Erik Johan Wiklander, ursprungligen Sjödell Wiklander, född 9 juni 1981 i Hägerstens församling i Stockholm, är en svensk professionell ishockeyspelare som tidigare har spelat för bland annat Södertälje SK. Från säsongen 2010/2011 spelar Johan Wiklander i Örebro HK.

## Klubbar
- Huddinge IK (2001/2002 - 2004/2005)
- Bofors IK (2005/2006)
- Södertälje SK (2006/2007 - 2007/2008)
- HC Innsbruck (2007/2008)
- Alleghe HC (2008/2009)
- IK Oskarshamn (2009/2010)
- Örebro HK  (2010/2011 - )